# Santa Clarita Diet
Santa Clarita Diet è una serie televisiva statunitense creata da Victor Fresco e interpretata da Drew Barrymore e Timothy Olyphant.
La prima stagione della serie è stata interamente pubblicata il 3 febbraio 2017 sul servizio di video on demand Netflix, in tutti i paesi in cui il servizio è disponibile.

## Trama
Gli sposi Sheila e Joel lavorano come agenti immobiliari a Santa Clarita, in California. La vita della coppia prende una piega inaspettata dopo che Sheila affronta un drammatico cambiamento, diventando un non morto che si ciba di carne umana.

## Episodi
| Stagione         | Episodi | Pubblicazione USA | Pubblicazione Italia |
| ---------------- | ------- | ----------------- | -------------------- |
| Prima stagione   | 10      | 2017              | 2017                 |
| Seconda stagione | 10      | 2018              | 2018                 |
| Terza stagione   | 10      | 2019              | 2019                 |

## Personaggi e interpreti

### Personaggi principali
- Sheila Hammond (stagioni 1-3), interpretata da Drew Barrymore, doppiata da Rossella Acerbo.
- Joel Hammond (stagioni 1-3), interpretato da Timothy Olyphant, doppiato da Massimo De Ambrosis.
- Abby Hammond (stagioni 1-3), interpretata da Liv Hewson, doppiata da Ludovica Bebi.
- Eric Bemis (stagioni 1-3), interpretato da Skyler Gisondo, doppiato da Federico Bebi.

### Personaggi ricorrenti
- Vice sceriffo Dan Palmer (stagione 1), interpretato da Ricardo Chavira, doppiato da Teo Bellia.
- Lisa Palmer (stagioni 1-3), interpretata da Mary Elizabeth Ellis, doppiata da Anna Cugini.
- Rick (stagione 1-2), interpretato da Richard T. Jones, doppiato da Carlo Scipioni.
- Alondra (stagione 1), interpretata da Joy Osmanski.
- Gary West (stagioni 2-3; guest star stagione 1), interpretato da Nathan Fillion (stagioni 1-2) e da Alan Tudyk (stagione 3), doppiato da Andrea Lavagnino.
- Anne Garcia (stagioni 1-3), interpretata da Natalie Morales.
- Andrei Novak (stagioni 1-3), interpretato da Thomas Lennon, doppiato da Enrico Di Troia.
- Ramona (stagioni 1-3), interpretata da Ramona Young, doppiata da Francesca Tardio.
- Signora Bakavic (stagione 1), interpretata da Grace Zabriskie.
- Loki Hayes (stagione 1), interpretato da DeObia Oparei.
- Cora Wolf (stagione 1), interpretata da Portia de Rossi.
- Tommy (stagione 3), interpretato da Ethan Suplee, doppiato da Simone Mori.
- Petra Blazic (stagione 3), interpretata da Kerri Kenney-Silver.
- Dobrivoje Poplović (stagione 3), interpretato da Goran Višnjić, doppiato da Sandro Acerbo.

### Guest star
- Carl Coby, interpretato da Andy Richter, doppiato da Roberto Fidecaro.
- Dr. Hasmedi, interpretato da Patton Oswalt.
- Bob Jonas, interpretato da Ryan Hansen.
- Anton, interpretato da Derek Waters.
- Ryan, interpretato da Ravi Patel.
- Chris, interpretato da Joel McHale.
- Christa, interpretata da Maggie Lawson, doppiata da Perla Liberatori.
- Ed Thune, interpretato da Gerald McRaney.
- Paul, interpretato da Zachary Knighton.

## Produzione
Il 29 marzo 2017 Netflix ha rinnovato la serie per una seconda stagione, pubblicata poi il 23 marzo 2018. Il 9 maggio 2018 la serie è stata rinnovata per una terza stagione, pubblicata il 29 marzo 2019. Il 26 aprile 2019 Netflix cancella la serie.